# Vomécourt-sur-Madon
 Vomécourt-sur-Madon  es una población y comuna francesa, en la región de Lorena, departamento de Vosgos, en el distrito de Épinal y cantón de Charmes.
Existe otra comuna en el mismo departamento llamada Vomécourt.

## Demografía
| 54 | 50 | 41 | 54 | 69 | 73 |
| Para los censos de 1962 a 1999 la población legal corresponde a la población sin duplicidades (Fuente: INSEE [Consultar]) |    |    |    |    |    |